# 福島県道231号山本不動線

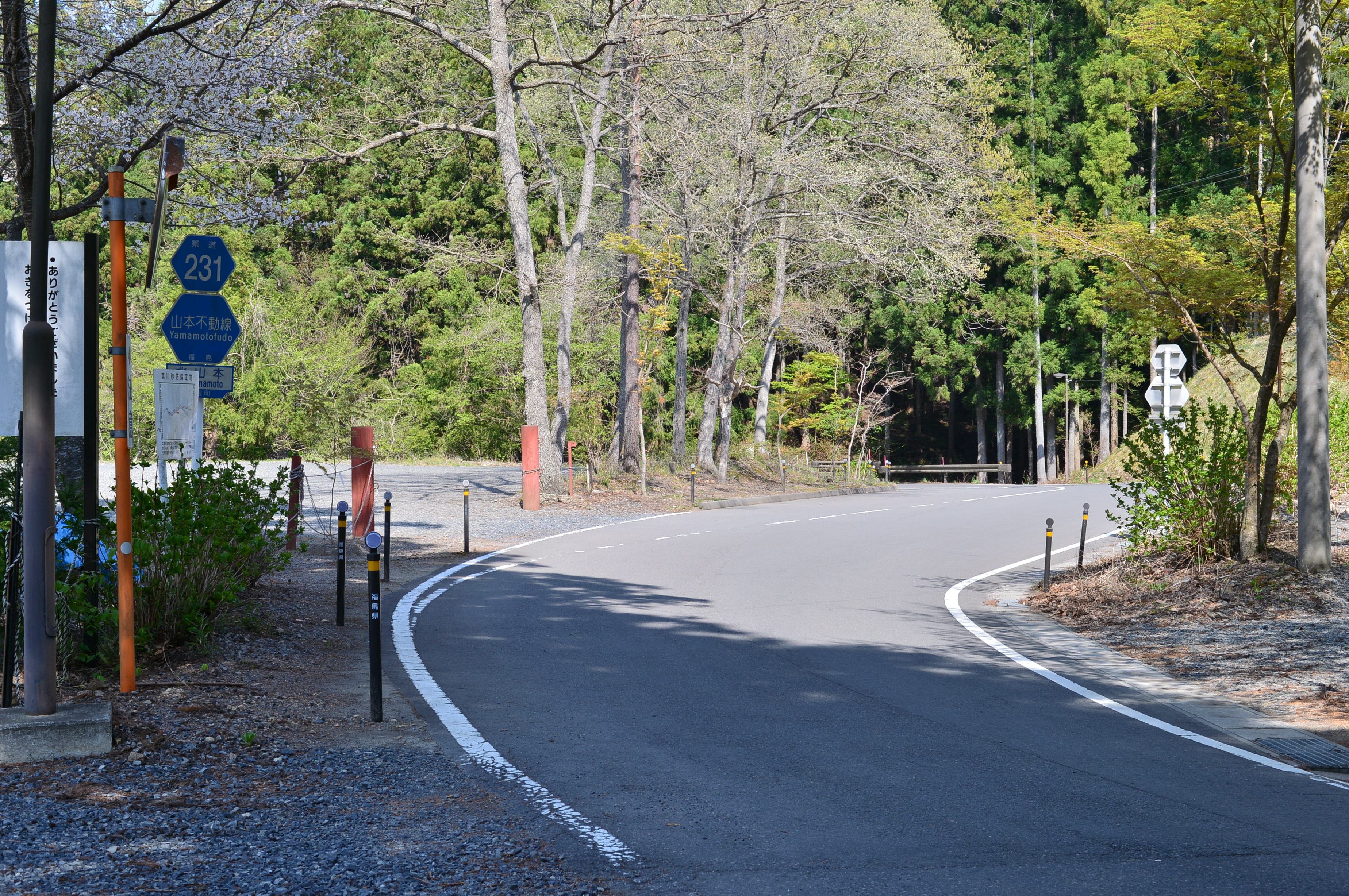
福島県道231号山本不動線
東白川郡棚倉町北山本（2015年4月）

福島県道231号山本不動線（ふくしまけんどう231ごう やまもとふどうせん）は、福島県東白川郡棚倉町にある一般県道である。

## 路線概要
- 起点：東白川郡棚倉町大字北山本字桧沢（山本不動尊前）
- 終点：東白川郡棚倉町大字下山本字六石平
- 総延長：4.222 km[1]
  - 実延長：総延長に同じ
- 路線認定年月日：1959年8月31日[2]

### 道路施設
五来橋
- 全長：23.2 m
- 幅員：10.5（14.0） m
- 形式：単純PCプレテン中空床版橋
- 1996年

棚倉町中山本に位置し、小山田川を渡る。山本不動尊への参拝客が利用する観光道路であるため、高欄には擬宝珠が設置されている。

## 地理

### 通過する自治体
- 東白川郡棚倉町

### 交差する道路
- 国道118号棚倉バイパス（下山本字六石平 終点）

### 沿線
- 山本不動尊